# Цакау (Браила)
Цакау (рум. Țăcău) насеље је у Румунији у округу Браила у општини Марашу. Oпштина се налази на надморској висини од 6 m.

## Становништво
Према подацима из 2002. године у насељу је живело 877 становника, од којих су сви румунске националности.